# Sergio García (meksykański piłkarz)
Sergio Alejandro „Matute” García Nario (ur. 19 września 1982 w Guadalajarze) – meksykański piłkarz występujący na pozycji bramkarza.

## Kariera klubowa
García pochodzi z miasta Guadalajara i jest wychowankiem akademii juniorskiej tamtejszego klubu Chivas de Guadalajara. Nigdy nie potrafił jednak przebić się do pierwszego zespołu i występował jedynie w rezerwach ekipy – drugoligowej drużynie CD Tapatío, która jednak po roku przeniosła się do miasta La Piedad i zmieniła nazwę na Chivas La Piedad. W styczniu 2007 został wypożyczony do drugoligowego zespołu Tiburones Rojos de Coatzacoalcos, filii występującego w najwyższej klasie rozgrywkowej klubu Tiburones Rojos de Veracruz. Tam spędził bez większych sukcesów kolejny rok, przeważnie będąc jednak rezerwowym golkiperem, zaś w lipcu 2008 udał się na wypożyczenie do Veracruz, będącego już jednak w tamtym czasie spadkowiczem z pierwszej ligi. W drużynie z portowego miasta również spędził dwanaście miesięcy, głównie w roli alternatywnego bramkarza dla Jorge Bernala.
Latem 2009 García, także na zasadzie rocznego wypożyczenia, zasilił kolejnego drugoligowca – Universidad de Guadalajara, w którego barwach miał z kolei pewne miejsce między słupkami, lecz nie zanotował żadnego osiągnięcia w Liga de Ascenso. W późniejszym czasie znów został wypożyczony do drugiej ligi meksykańskiej, tym razem do drużyny Altamira FC, gdzie spędził dwanaście miesięcy, nie potrafiąc wywalczyć sobie miejsca w wyjściowym składzie. W lipcu 2011 został wypożyczony do występującego w pierwszej lidze zespołu Querétaro FC. Tam w wieku dwudziestu dziewięciu lat zadebiutował w meksykańskiej Primera División, 17 marca 2012 w zremisowanym 0:0 meczu z Guadalajarą. Przez pierwsze półtora roku w Querétaro pozostawał jednak rezerwowym najpierw dla Liborio Sáncheza, a później dla Juana Guillermo Castillo, podstawowym bramkarzem drużyny zostając dopiero w styczniu 2013 i rolę tę pełnił przez kolejne sześć miesięcy.
W lipcu 2013 García przeszedł do zespołu Tigres UANL z miasta Monterrey. Tam przez pierwsze sześć miesięcy był wyłącznie alternatywą dla Enrique Palosa, lecz później wywalczył sobie miejsce między słupkami i w wiosennym sezonie Clausura 2014 zdobył ze swoją ekipą puchar Meksyku – Copa MX. Bezpośrednio po tym został jednak relegowany do roli rezerwowego na rzecz nowo pozyskanego Nahuela Guzmána. Podczas jesiennych rozgrywek Apertura 2014 wywalczył z Tigres wicemistrzostwo Meksyku, lecz nie pojawił się wówczas na ligowych boiskach ani razu i w styczniu 2015 udał się na półroczne wypożyczenie do niżej notowanej drużyny Chiapas FC z siedzibą w Tuxtla Gutiérrez. Nie odniósł tam poważniejszych sukcesów, a w późniejszym czasie – również na zasadzie wypożyczenia – zasilił Tiburones Rojos de Veracruz. W ekipie z portowego miasta grał przez rok; w sezonie Clausura 2016 wywalczył z nią puchar Meksyku – Copa MX, w rozgrywkach ligowych broniąc na przemian z Melitónem Hernándezem.
Latem 2016 García został wypożyczony do drugoligowego zespołu FC Juárez.
| Sezon     | Klub                             | Kraj   | Rozgrywki  | Mecze | Bramki |
| --------- | -------------------------------- | ------ | ---------- | ----- | ------ |
| 2003/2004 | CD Tapatío                       | Meksyk | Ascenso MX | 12    | 0      |
| 2004/2005 | Chivas La Piedad                 | Meksyk | Ascenso MX | 11    | 0      |
| 2006/2007 | Tiburones Rojos de Coatzacoalcos | Meksyk | Ascenso MX | 3     | 0      |
| 2007/2008 | Tiburones Rojos de Coatzacoalcos | Meksyk | Ascenso MX | 5     | 0      |
| 2008/2009 | Tiburones Rojos de Veracruz      | Meksyk | Ascenso MX | 11    | 0      |
| 2009/2010 | Universidad de Guadalajara       | Meksyk | Ascenso MX | 28    | 0      |
| 2010/2011 | Altamira FC                      | Meksyk | Ascenso MX | 6     | 0      |
| 2011/2012 | Querétaro FC                     | Meksyk | Liga MX    | 3     | 0      |
| 2012/2013 | Querétaro FC                     | Meksyk | Liga MX    | 22    | 0      |
| 2013/2014 | Tigres UANL                      | Meksyk | Liga MX    | 16    | 0      |
| 2014/2015 | Tigres UANL                      | Meksyk | Liga MX    | 0     | 0      |
| 2014/2015 | Chiapas FC                       | Meksyk | Liga MX    | 10    | 0      |
| 2015/2016 | Tiburones Rojos de Veracruz      | Meksyk | Liga MX    | 17    | 0      |
| 2016/2017 | FC Juárez                        | Meksyk | Ascenso MX |       |        |